# 東経122度線
東経122度線（とうけい122どせん）は、本初子午線面から東へ122度の角度を成す経線である。北極点から北極海、アジア、太平洋、インド洋、オーストラリア、南極海、南極大陸を通過して南極点までを結ぶ。東経122度線は西経58度線と共に大円を形成する。

## 通過する国・地点
東経122度線は、北極点から南極点まで南に向かって以下の場所を通っている。
| 地理座標                                               | 国土・領土・領海 | 備考 |
| ------------------------------------------------------ | ---------------- | --- |
| 北緯90度0分 東経122度0分 / 北緯90.000度 東経122.000度  | 北極海           | |
| 北緯78度8分 東経122度0分 / 北緯78.133度 東経122.000度  | ラプテフ海       | |
| 北緯72度57分 東経122度0分 / 北緯72.950度 東経122.000度 | ロシア           | |
| 北緯53度25分 東経122度0分 / 北緯53.417度 東経122.000度 | 中華人民共和国   | 黒竜江省 内モンゴル自治区 — （北緯52度11分 東経122度0分 / 北緯52.183度 東経122.000度から） 吉林省 — （北緯45度57分 東経122度0分 / 北緯45.950度 東経122.000度から） 内モンゴル自治区 — （北緯45度30分 東経122度0分 / 北緯45.500度 東経122.000度から） 遼寧省 — （北緯42度42分 東経122度0分 / 北緯42.700度 東経122.000度から） |
| 北緯40度45分 東経122度0分 / 北緯40.750度 東経122.000度 | 黄海             | 遼東湾 |
| 北緯40度7分 東経122度0分 / 北緯40.117度 東経122.000度  | 中華人民共和国   | 遼寧省 — 遼東半島 |
| 北緯39度4分 東経122度0分 / 北緯39.067度 東経122.000度  | 黄海             | |
| 北緯37度30分 東経122度0分 / 北緯37.500度 東経122.000度 | 中華人民共和国   | 山東省 – 山東半島 |
| 北緯36度59分 東経122度0分 / 北緯36.983度 東経122.000度 | 黄海             | |
| 北緯33度17分 東経122度0分 / 北緯33.283度 東経122.000度 | 東シナ海         | |
| 北緯31度13分 東経122度0分 / 北緯31.217度 東経122.000度 | 中華人民共和国   | 上海市 — 九段沙（潮間帯） |
| 北緯31度08分 東経122度0分 / 北緯31.133度 東経122.000度 | 東シナ海         | 東海大橋（北緯30度40分 東経122度0分 / 北緯30.667度 東経122.000度）を通過。 |
| 北緯30度9分 東経122度0分 / 北緯30.150度 東経122.000度  | 中華人民共和国   | 浙江省 — 舟山島、本土及び小群島 |
| 北緯29度46分 東経122度0分 / 北緯29.767度 東経122.000度 | 東シナ海         | |
| 北緯25度1分 東経122度0分 / 北緯25.017度 東経122.000度  | 中華民国         | 台湾島の最東端 — 中華人民共和国が領有権を主張している。 |
| 北緯25度0分 東経122度0分 / 北緯25.000度 東経122.000度  | 東シナ海         | |
| 北緯25度0分 東経122度0分 / 北緯25.000度 東経122.000度  | 太平洋           | フィリピン海 — バタネス州の群島（北緯20度55分 東経121度56分 / 北緯20.917度 東経121.933度、 フィリピン）のちょうど東を通過。 |
| 北緯20度29分 東経122度0分 / 北緯20.483度 東経122.000度 | フィリピン       | バタン島 |
| 北緯20度27分 東経122度0分 / 北緯20.450度 東経122.000度 | 太平洋           | フィリピン海 — バブヤン諸島（北緯19度32分 東経121度59分 / 北緯19.533度 東経121.983度、 フィリピン）のちょうど東を通過。 |
| 北緯18度17分 東経122度0分 / 北緯18.283度 東経122.000度 | フィリピン       | ルソン島 |
| 北緯16度2分 東経122度0分 / 北緯16.033度 東経122.000度  | 太平洋           | フィリピン海 |
| 北緯15度2分 東経122度0分 / 北緯15.033度 東経122.000度  | フィリピン       | ポリロ島 |
| 北緯14度40分 東経122度0分 / 北緯14.667度 東経122.000度 | ラモン湾         | |
| 北緯14度10分 東経122度0分 / 北緯14.167度 東経122.000度 | フィリピン       | アラバト島及びルソン島 |
| 北緯13度48分 東経122度0分 / 北緯13.800度 東経122.000度 | タヤバス湾       | |
| 北緯13度31分 東経122度0分 / 北緯13.517度 東経122.000度 | フィリピン       | マリンドゥケ州 |
| 北緯13度12分 東経122度0分 / 北緯13.200度 東経122.000度 | タブラス海峡     | バントン島（北緯12度59分 東経122度2分 / 北緯12.983度 東経122.033度、 フィリピン）のちょうど西を通過。 シムラ島（北緯12度48分 東経122度1分 / 北緯12.800度 東経122.017度、 フィリピン）のちょうど西を通過。 |
| 北緯12度36分 東経122度0分 / 北緯12.600度 東経122.000度 | フィリピン       | タブラス島 |
| 北緯12度8分 東経122度0分 / 北緯12.133度 東経122.000度  | シブヤン海       | |
| 北緯11度55分 東経122度0分 / 北緯11.917度 東経122.000度 | フィリピン       | パナイ島 |
| 北緯11度45分 東経122度0分 / 北緯11.750度 東経122.000度 | スールー海       | |
| 北緯10度57分 東経122度0分 / 北緯10.950度 東経122.000度 | フィリピン       | パナイ島 |
| 北緯10度26分 東経122度0分 / 北緯10.433度 東経122.000度 | スールー海       | |
| 北緯7度15分 東経122度0分 / 北緯7.250度 東経122.000度   | フィリピン       | ミンダナオ島 |
| 北緯6度56分 東経122度0分 / 北緯6.933度 東経122.000度   | バシラン海峡     | |
| 北緯6度44分 東経122度0分 / 北緯6.733度 東経122.000度   | フィリピン       | バシラン島及びタピアンタナ諸島 |
| 北緯6度17分 東経122度0分 / 北緯6.283度 東経122.000度   | セレベス海       | |
| 北緯1度2分 東経122度0分 / 北緯1.033度 東経122.000度    | インドネシア     | スラウェシ島 (ミナハサ半島) |
| 北緯0度28分 東経122度0分 / 北緯0.467度 東経122.000度   | トミニ湾         | |
| 南緯0度21分 東経122度0分 / 南緯0.350度 東経122.000度   | インドネシア     | トギアン諸島 |
| 南緯0度25分 東経122度0分 / 南緯0.417度 東経122.000度   | トミニ湾         | |
| 南緯0度56分 東経122度0分 / 南緯0.933度 東経122.000度   | インドネシア     | スラウェシ島 (東半島) |
| 南緯1度38分 東経122度0分 / 南緯1.633度 東経122.000度   | バンダ海         | |
| 南緯2度37分 東経122度0分 / 南緯2.617度 東経122.000度   | インドネシア     | スラウェシ島（東南半島） |
| 南緯4度53分 東経122度0分 / 南緯4.883度 東経122.000度   | バンダ海         | |
| 南緯5度9分 東経122度0分 / 南緯5.150度 東経122.000度    | インドネシア     | カバエナ島 |
| 南緯5度31分 東経122度0分 / 南緯5.517度 東経122.000度   | バンダ海         | セラヤル諸島（南緯7度22分 東経121度50分 / 南緯7.367度 東経121.833度、 インドネシア） |
| 南緯7度29分 東経122度0分 / 南緯7.483度 東経122.000度   | フローレス海     | |
| 南緯8度26分 東経122度0分 / 南緯8.433度 東経122.000度   | インドネシア     | フローレス島 |
| 南緯8度48分 東経122度0分 / 南緯8.800度 東経122.000度   | サヴ海           | |
| 南緯10度27分 東経122度0分 / 南緯10.450度 東経122.000度 | インドネシア     | サヴ島 |
| 南緯10度28分 東経122度0分 / 南緯10.467度 東経122.000度 | インド洋         | |
| 南緯13度36分 東経122度0分 / 南緯13.600度 東経122.000度 | オーストラリア   | 西オーストラリア州 — セリンガタパム珊瑚礁 |
| 南緯13度42分 東経122度0分 / 南緯13.700度 東経122.000度 | インド洋         | スコット珊瑚礁（南緯14度7分 東経121度59分 / 南緯14.117度 東経121.983度、西オーストラリア州、 オーストラリア）のちょうど東を通過。 |
| 南緯18度24分 東経122度0分 / 南緯18.400度 東経122.000度 | オーストラリア   | 西オーストラリア州 — 本土及びレチャーチェ列島 |
| 南緯34度8分 東経122度0分 / 南緯34.133度 東経122.000度  | インド洋         | オーストラリア当局は当海域が南極海の一部である旨を主張している[1][2] |
| 南緯60度0分 東経122度0分 / 南緯60.000度 東経122.000度  | 南極海           | |
| 南緯66度11分 東経122度0分 / 南緯66.183度 東経122.000度 | 南極大陸         | オーストラリア南極領土 - オーストラリアが領有権主張 |